# Granicznik (dopływ Kaczej)
Granicznik (niem. Grenzgwasser, Hofgrund) – potok, lewostronny dopływ Kaczej o długości ok. 2,5 km.
Potok płynie w Karkonoszach. Jego źródła znajdują się w na północnym zboczu Smogorni. Płynie na północ, z lekkim odchyleniem ku wschodowi. W Borowicach, na wysokości ok. 645 m n.p.m. łączy się z Borówką, a niżej na wysokości ok. 630 m n.p.m. z Jodłówką i Jelenim Potokiem, tworząc Kaczą.
W dolnym biegu, powyżej ujścia, przecinają go dwa szlaki turystyczne:
- żółty - prowadzący z Jeleniej Góry przez Przesiekę, Borowice, Polanę do Słonecznika
- zielony - prowadzący z Przesieki do Karpacza